# Elecciones municipales de La Plata de 2019
Las elecciones en el partido de La Plata de 2019 se realizaron el 27 de octubre junto con las elecciones nacionales y provinciales. Ese día se eligieron intendente, concejales y consejeros escolares. Además se eligieron a tres senadores provinciales por la sección electoral capital. Estuvieron habilitados para votar 587.496 platenses en 1.683 mesas.
Los candidatos surgieron de elecciones primarias abiertas, simultáneas y obligatorias (PASO) que se realizaron el 11 de agosto.

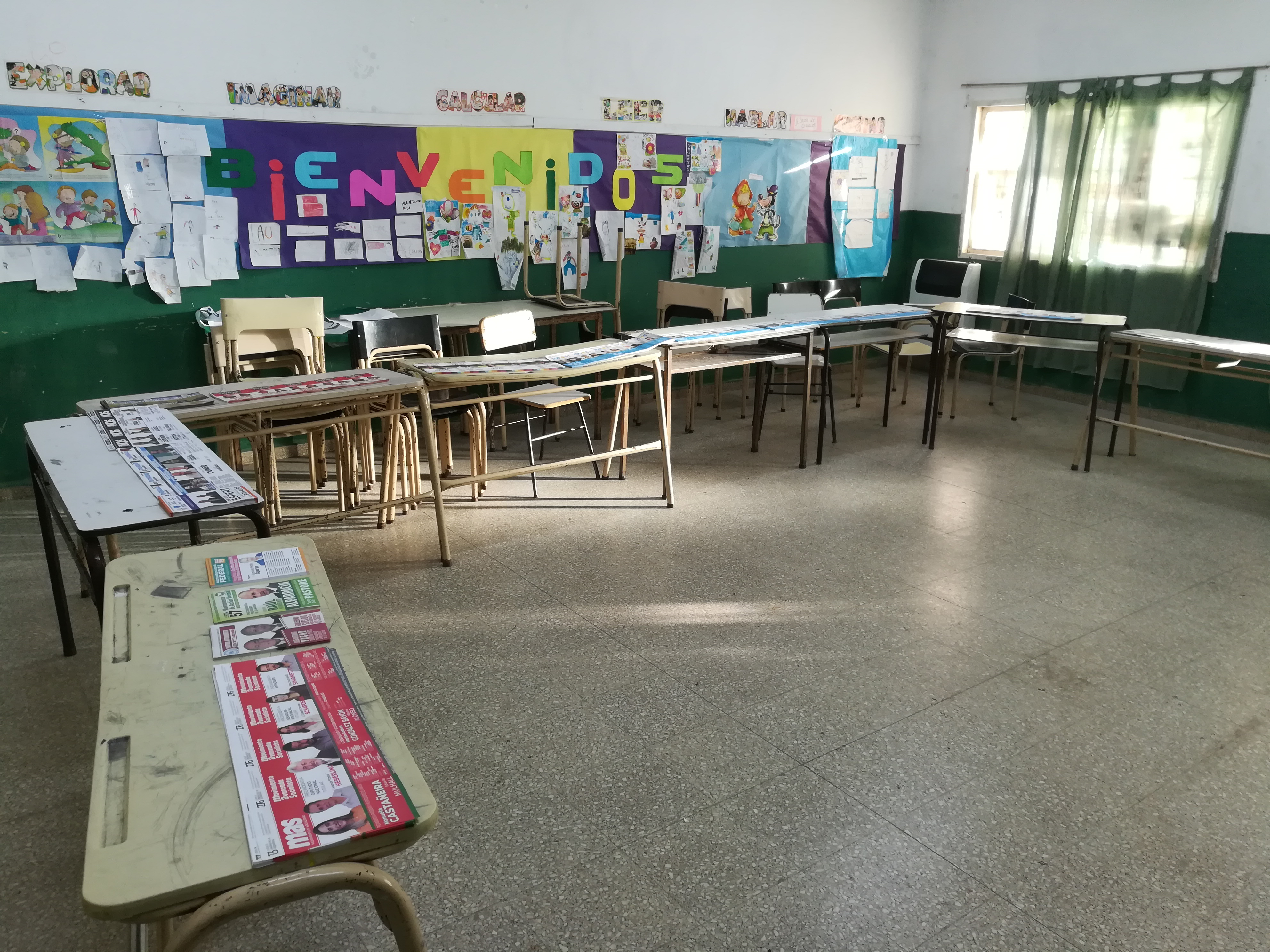
Un cuarto oscuro en el partido de La Plata durante las elecciones primarias de 2019.

## Elecciones generales

### Candidatos a intendente
| | |                                                    |                                   |                                         |
| | |                                                    |                                   |                                         |
| Julio Garro                                                                                                 | Florencia Saintout                                                                                        | Gabriel Crespi                                     | Luana Simioni                     | Marcelo Peña                            |
| | |                                                    |                                   |                                         |
| - Intendente de La Plata (2015-presente) - Diputado provincial por la sección electoral capital (2009-2013) | - Diputada provincial por la sección electoral capital (2017-presente) - Concejal de La Plata (2013-2017) | - Presidente del Colegio de Ingenieros de La Plata | - Delegada general de ATE en IOMA | - Abogado especialista en derecho penal |

### Resultados
Según el escrutinio definitivo:
|                                   | Juntos por el Cambio                           | Julio Garro           | 216.754 | 48,61 |
|                                   | Frente de Todos                                | Florencia Saintout    | 182.507 | 40,93 |
|                                   | Consenso Federal                               | Gabriel Crespi        | 22.612  | 5,07  |
|                                   | Frente de Izquierda y de Trabajadores - Unidad | Luana Simioni         | 18.401  | 4,13  |
|                                   | Frente NOS                                     | Marcelo Peña          | 5.648   | 1,27  |
| Votos positivos                   | Votos positivos                                | Votos positivos       | 445.922 | 95,30 |
| Votos en blanco                   | Votos en blanco                                | Votos en blanco       | 18.902  | 4,04  |
| Votos válidos                     | Votos válidos                                  | Votos válidos         | 464.824 |       |
| Votos nulos                       | Votos nulos                                    | Votos nulos           | 3.079   | 0,66  |
| Participación                     | Participación                                  | Participación         | 467.903 | 79,64 |
| Electores habilitados             | Electores habilitados                          | Electores habilitados | 587.496 |       |
| Fuente: juntaelectoral.gba.gov.ar |                                                |                       |         |       |

## Elecciones primarias
Las elecciones primarias, abiertas, simultáneas y obligatorias (PASO) se realizaron el 11 de agosto de 2019. Para que una lista de precandidatos en la categoría de intendente, concejales y consejeros escolares participara de las elecciones generales del 27 de octubre, su partido o frente debió alcanzar al menos el 1,5 % de los votos positivos emitidos para dicha categoría y además ser la lista ganadora en la interna de su partido.

### Precandidatos a intendente[3]
| | | |                                                                                                   |                                                                        |                                                                              |  |  |
| | | |                                                                                                   |                                                                        |                                                                              |  |  |
| Julio Garro                                                                                                 | Florencia Saintout                                                                                        | Victoria Tolosa Paz                                                                                     | Federico Martelli                                                                                 | Guillermo Escudero                                                     | Luis Federico Arias                                                          |  |  |
| | | |                                                                                                   |                                                                        |                                                                              |  |  |
| - Intendente de La Plata (2015-presente) - Diputado provincial por la sección electoral capital (2009-2013) | - Diputada provincial por la sección electoral capital (2017-presente) - Concejal de La Plata (2013-2017) | - Concejal de La Plata (2017-presente)                                                                  | - Secretario general del Movimiento de Unidad Popular (MUP)                                       | - Diputado provincial por la sección electoral capital (2017-presente) | - Exjuez (2003-2018)                                                         |  |  |
| Referencias:                                                                                                | Referencias:                                                                                              | Referencias:                                                                                            | Referencias:                                                                                      | Referencias:                                                           | Referencias:                                                                 |  |  |
| | | |                                                                                                   |                                                                        |                                                                              |  |  |
| | | |                                                                                                   |                                                                        | Alternativa Vecinal Platense                                                 |  |  |
| | | |                                                                                                   |                                                                        |                                                                              |  |  |
| Gabriel Crespi                                                                                              | Carlos Ortelli                                                                                            | Luana Simioni                                                                                           | Marcelo Peña                                                                                      | Eric Simonetti                                                         | Gerardo Jazmín                                                               |  |  |
| - Presidente del Colegio de Ingenieros de La Plata                                                          | - Abogado, exdirigente del partido Todos por Buenos Aires                                                 | - Delegada general de ATE en IOMA                                                                       | - Abogado especialista en derecho penal                                                           | - Docente y dirigente gremial                                          | - Empleado público, concejal de La Plata por el Frente Renovador (2013-2017) |  |  |
| Referencias:                                                                                                | Referencias:                                                                                              | Referencias:                                                                                            | Referencias:                                                                                      | Referencias:                                                           | Referencias:                                                                 |  |  |
| | | |                                                                                                   |                                                                        |                                                                              |  |  |
| | | | Movimiento Organización Democrática                                                               |                                                                        |                                                                              |  |  |
| | | |                                                                                                   |                                                                        |                                                                              |  |  |
| Santiago Blas                                                                                               | Jésica Muchenik                                                                                           | Oscar Loyola                                                                                            | Sergio Panella                                                                                    |                                                                        |                                                                              |  |  |
| - Secretario general de SITRADA                                                                             | - Estudiante de licenciatura en química en la Universidad Nacional de La Plata                            | - Secretario y expresidente del Círculo de Suboficiales del Ejército Argentino de la ciudad de La Plata | - Diputado provincial por la sección electoral capital por el Acuerdo Cívico y Social (2009-2013) |                                                                        |                                                                              |  |  |
| Referencias:                                                                                                | Referencias:                                                                                              | Referencias:                                                                                            | Referencias:                                                                                      |                                                                        |                                                                              |  |  |

### Resultados
Según el escrutinio definitivo:
     Habilitado para las elecciones generales
| Partido/Alianza                   | Partido/Alianza                                | Precandidato a intendente | Interna               | Interna               | Partido | Partido                |
| Partido/Alianza                   | Partido/Alianza                                | Precandidato a intendente | Votos                 | %                     | Votos   | % (de votos positivos) |
| --------------------------------- | ---------------------------------------------- | ------------------------- | --------------------- | --------------------- | ------- | ---------------------- |
|                                   | Frente de Todos                                | Florencia Saintout        | 62.056                | 31,25                 | 198.598 | 47,26                  |
| Victoria Tolosa Paz               | Frente de Todos                                | 60.487                    | 30,46                 |                       | 198.598 | 47,26                  |
| Guillermo Escudero                | Frente de Todos                                | 33.183                    | 16,71                 |                       | 198.598 | 47,26                  |
| Luis Federico Arias               | Frente de Todos                                | 31.155                    | 15,69                 |                       | 198.598 | 47,26                  |
| Federico Martelli                 | Frente de Todos                                | 11.717                    | 5,90                  |                       | 198.598 | 47,26                  |
|                                   | Juntos por el Cambio                           | Julio Garro               | 155.729               | 100                   | 155.729 | 37,06                  |
|                                   | Consenso Federal                               | Gabriel Crespi            | 15.747                | 57,06                 | 27.599  | 6,57                   |
| Carlos Ortelli                    | Consenso Federal                               | 11.852                    | 42,94                 |                       | 27.599  | 6,57                   |
|                                   | Frente de Izquierda y de Trabajadores - Unidad | Luana Simioni             | 17.753                | 100                   | 17.753  | 4,22                   |
|                                   | Frente NOS                                     | Marcelo Peña              | 7.338                 | 100                   | 7.338   | 1,75                   |
|                                   | Movimiento de Avanzada Socialista              | Eric Simonetti            | 4.385                 | 100                   | 4.385   | 1,04                   |
|                                   | Alternativa Vecinal Platense                   | Gerardo Jazmín            | 3.193                 | 100                   | 3.193   | 0,76                   |
|                                   | Movimiento Organización Democrática            | Sergio Panella            | 2.622                 | 100                   | 2.622   | 0,62                   |
|                                   | Partido Humanista                              | Jésica Muchenik           | 1.133                 | 100                   | 1.133   | 0,27                   |
|                                   | Frente Patriota                                | Oscar Loyola              | 1.101                 | 100                   | 1.101   | 0,26                   |
|                                   | Partido Dignidad Popular                       | Santiago Blas             | 755                   | 100                   | 755     | 0,18                   |
| Votos positivos                   | Votos positivos                                | Votos positivos           | Votos positivos       | Votos positivos       | 420.206 | 94,51                  |
| Votos en blanco                   | Votos en blanco                                | Votos en blanco           | Votos en blanco       | Votos en blanco       | 20.590  | 4,63                   |
| Votos válidos                     | Votos válidos                                  | Votos válidos             | Votos válidos         | Votos válidos         | 440.796 |                        |
| Votos nulos                       | Votos nulos                                    | Votos nulos               | Votos nulos           | Votos nulos           | 3.833   | 0,86                   |
| Participación                     | Participación                                  | Participación             | Participación         | Participación         | 444.629 | 75,68                  |
| Electores habilitados             | Electores habilitados                          | Electores habilitados     | Electores habilitados | Electores habilitados | 587.496 |                        |
| Fuente: juntaelectoral.gba.gov.ar |                                                |                           |                       |                       |         |                        |